# Symbiobacterium
Genre
Les Symbiobacterium sont un genre de bactéries à Gram-négatif dont la caractéristique principale lors de sa description est de ne croître qu'en co-culture avec des Bacillus. Depuis, elles ont pu être mise en culture avec des extraits d'autres genres bactériens. Elles font partie de la famille Symbiobacteriaceae de l'ordre Eubacteriales.

## Historique
La souche type du genre Symbiobacterium a été isolée en 1988 en co-culture avec une souche de Bacillus. En 1999, sa mise en culture par dialyse séparée de Bacillus par une membrane de cellulose a permis sa caractérisation et sa description comme un nouveau taxon en 2000.

## Taxonomie

### Étymologie
L'étymologie du nom du genre Symbiobacterium est la suivante : Sym.bi.o.bac.te.ri.um. Gr. masc./fem. adj. symbios, vivant ensemble, symbiotique; N.L. neut. n. bacterium, un petit bâtonnet; N.L. neut. n. Symbiobacterium, petit bâtonnet symbiotique, ce qui fait référence à sa croissance dépendante d'autres bactéries.

### Phylogénie
Les Symbiobacterium sont des bactéries à Gram négatif de famille Symbiobacteriaceae de l'ordre Eubacteriales incluses dans la classe Clostridia du phylum Bacillota.

## Liste des espèces
Selon LPSN (1 février 2023), le genre des Symbiobacterium comprend au moins quatre espèces publiées de manière valide :
- Symbiobacterium ostreiconchae Shiratori-Takano et al. 2014
- Symbiobacterium terraclitae Shiratori-Takano et al. 2014
- Symbiobacterium thermophilum Ohno et al. 2000
- Symbiobacterium turbinis Shiratori-Takano et al. 2014

### Espèces non valides
- Symbiobacterium toebii Sung et al. 2003